# Клеродендрон
Клеродендрон (Clerodendrum) е род растения от семейство Върбинкови (Verbenaceae).
Името произлиза от гръцкото „klerodendrum“, „kleros“ – съдба, „dendron“ – дърво, което се превежда като „дърво на съдбата“. В древен Рим растението е било посветено на Венера. Първоначално е познат като Волкамерия (Volkameria), а впоследствие е отделен в род Clerodendrum (Clerodendrum L.). Родът съдържа около 400 вида от семейство Върбинкови. Друго, също популярно име на растението е „невинна любов.“

## Произход
Тропическата част на Азия, Африка, частично в Южна Америка.

## Описание
Представителите на този род са вечнозелени или листопадни, могат да бъдат дървета или храсти има и много лиани. Листата са срещуположно или спираловидно разположени, прости, цели или назъбени. Цветовете на клеродендрума са събрани връхно, в щитовидни или метловидни форми с камбанковидни чашки. Сепалите са обикновено срастнали, често оцветени, с форма подобна на полумесец. Цветовете са многообразни като гама – бяло, жълто, червено, синьо. Някои видове са селектирани и се отглеждат само като стайни растения. Клероденроните са известни с атрактивните си и необичайни по форма цветове.

## Отглеждане

### Пресаждане
На пролет, по преценка, когато корените изпълнят саксията. Субстратът трябва да е леко кисел (рН 5-6,5), богат на хумус. Използват се равни части листовка, торф, хумус и пясък. На дъното на саксията е необходимо да има от два до четири сантиметра дренаж от керамзит или парченца натрошена тухла.

### Цъфтеж
От март до октомври, в зависимост от вида.

### Светлина
Ярка, разсеяна. Да се пази от продължително излагане на преки слънчеви лъчи.

### Температура
От пролетта до есента 18-25 °C, през зимния период на покой е желателно растението да се държи в помещения при 15-18 °C.

### Поливане
Клеродендрумите обичат влагата. От началото на пролетта до края на есента се поливат обилно с мека, престояла вода, като се оставя да се засуши повърхностния слой на субстрата между две поливания. След като прецъфти, клеродендрона трябва да се намали поливането и да се засуши, което го подготвя за навлизане в периода на покой. През това време се полива рядко и внимателно, за да не се получи кореново гниене.

### Въздушна влажност
Висока. Растението се нуждае от регулярно опръскване, два-три пъти на ден. Може да поставим саксията в съд с влажен торф или керамзит.

### Подрязване
В домашни условия размера и големината на Клеродендрона се поддържа с редовно подрязване на вдървяващите се леторасли. През пролетта, по време на пресаждане, подрязваме клонките на 1/3 от дължината им, с което впоследствие се стимулира обилен цъфтеж и разклоняване на новите леторасли.

### Подхранване
През пролетта и лятото подхранваме всяка седмица с органични и минерални торове за цъфтящи растения.

## Размножаване
Чрез семена и резници.